# Ayapanopsis
Ayapanopsis é um género botânico pertencente à família Asteraceae.

## Espécies
- Ayapanopsis luteynii